# 小林公一
小林 公一（こばやし こういち、1959年12月13日 - ）は、日本の演劇プロデューサー、演出家。宝塚歌劇団元理事長、宝塚音楽学校元校長。阪急電鉄常任監査役。大阪府池田市生まれ。

## 家族
宝塚音楽学校校長および阪急電鉄名誉顧問で元社長・会長の小林公平の長男、松岡辰郎の外孫。母方の祖父（母の小林喜美にとっては叔父→養父）は同じく元社長の小林米三（辰郎の弟）。曾祖父は阪急阪神東宝グループおよび宝塚歌劇団の創立者である小林一三である。叔父は松岡功（母の弟）、松岡修造は従弟にあたる。サントリー相談役・鳥井信一郎は従父（母のいとこ）にあたる。父方の伯父には三菱商事会長を務めた三村庸平、阪急不動産副社長を務めた三村亮平がいる。また、MBSメディアホールディングス会長の三村景一は父方のいとこ（伯父・三村亮平の長男）である。

## 来歴・人物
子供の頃から、歌劇に親しんだ。
大阪教育大学附属池田小学校、大阪教育大学附属池田中学校、大阪教育大学附属高等学校池田校舎を卒業。1982年に慶應義塾大学法学部卒業、阪急電鉄に入社。1989年から宝塚歌劇の制作部門に異動し、星組プロデューサーを務める。1993年に本社勤務となり、1996年に歌劇団理事に就任する。
2000年に歌劇団総務部長に就任し、現場に復帰。2002年に専務理事、2004年に植田紳爾の後を受けて、理事長に就任した。プロデューサー時代にニューヨーク公演にも携わった経験から、今後はブロードウェイなど海外への進出にも意欲を見せている。
2005年6月に阪急ホールディングス取締役に就任、2006年10月に阪急阪神ホールディングス取締役に就任。
2013年4月1日付けで阪急阪神ホールディングス取締役を退任し、阪急電鉄非常勤取締役となった。なお、宝塚歌劇団理事長職にはとどまる。
2014年3月1日付けで阪急電鉄取締役創遊事業本部長兼創遊統括部長に就任する。引き続き宝塚歌劇団理事長職を務める。
2015年4月1日付で阪急電鉄常務取締役創遊事業本部長に就任、宝塚歌劇団理事長職は退任するが、歌劇団理事を兼任する。
2016年4月1日付で阪急電鉄常任監査役に就任、6月14日付で阪急阪神ホールディングス常任監査役に就任。
2017年4月より宝塚音楽学校校長に就任、2021年に中西達也に交代するまで務めた。